# Orlando Martínez
Orlando Martínez Romero (ur. 2 września 1944 w  Hawanie, zm. 22 września 2021 tamże) – kubański pięściarz, mistrz olimpijski z 1972.
Wystąpił w wadze muszej (do 51 kg) na igrzyskach olimpijskich w 1968 w Meksyku, lecz przegrał pierwszą walkę z Węgrem Tiborem Badarim.
Na kolejnych igrzyskach olimpijskich w 1972 w Monachium Martínez wywalczył złoty medal w wadze koguciej (do 54 kg) po wygraniu pięciu walk. W półfinale pokonał George’a Turpina z Wielkiej Brytanii, a w finale przyszłego zawodowego mistrza świata Meksykanina Alfonsa Zamorę. W tym samym roku zdobył złoty medal na mistrzostwach Ameryki Środkowej i Karaibów w San José, gdzie w półfinale zwyciężył innego przyszłego mistrza świata zawodowców Wilfreda Beníteza.
Przegrał w ćwierćfinale mistrzostw Ameryki Środkowej i Karaibów w 1973 w Meksyku z przyszłym mistrzem świata amatorów i zawodowców Wilfredo Gómezem, który wygrał ten turniej. Gómez pokonał go również w półfinale igrzysk Ameryki Środkowej i Karaibów w 1974 w Santo Domingo, natomiast Martínez wygrał rozgrywane w tym samym roku mistrzostwa Ameryki Środkowej i Karaibów w Caracas.
Na igrzyskach panamerykańskich w 1975 w Meksyku Martínez zdobył złoty medal w kategorii koguciej. Nie powiodła mu się obrona tytułu na igrzyskach olimpijskich w 1976 w Montrealu, przegrał drugą walkę z Hwang Cheol-sunem z Korei Południowej.
Był mistrzem Kuby w wadze muszej w 1964 oraz w wadze koguciej w 1967, 1969, 1973 i 1975, a także wicemistrzem w wadze muszej w 1972.
Zmarł 22 września 2021 roku, miał 77 lat.